# Robin Szolkowy
Robin Szolkowy, né le 17 juillet 1979 à Greifswald, est un patineur artistique allemand. Avec sa partenaire Aljona Savchenko avec laquelle il a patiné entre 2003 et 2014, il est double médaillé de bronze aux Jeux olympiques de 2010 et de 2014, quintuple champion du monde (2008, 2009, 2011, 2012, 2014), et quadruple champion d'Europe (2007, 2008, 2009, 2011).

## Biographie

### Vie personnelle
Il est Germano-tanzanien, fils d'un médecin tanzanien qui étudiait à Greifswald et d'une mère allemande, originaire de District de Rostock. Quand Robin a quatre ans, sa mère l'emmène avec elle à Erfurt où il commence le patinage.

### Carrière sportive
D'abord un patineur en simple, il s'adonna au patinage en couple à l'âge de 16 ans. Robin Szolkowy a été sacré champion d'Allemagne en couple avec deux partenaires différentes. Sa première partenaire fut Johanna Otto. Puis, il s'aligna avec Claudia Rauschenbach, fille de la championne Olympique Anett Pötzsch, avec laquelle il devint champion d'Allemagne en couple en 2001. Ils s'entraînaient à Chemnitz avec Monika Scheibe. Claudia Rauschenbach a depuis arrêté sa carrière de patineuse.
Après la retraite de Claudia Rauschenbach, Robin fut sans partenaire pendant un an et demi. Pendant ce temps, il a fait du patinage synchronisé avec la formation de Chemnitz Skating Mystery. En mai 2003, Ingo Steuer amena l'ukrainienne Aljona Savchenko à Chemnitz pour faire un essai avec Szolkowy. Trois mois plus tard, Savchenko déménagea en Allemagne pour patiner avec Szolkowy sous l'entrainement de Ingo Steuer.
Le couple remporte d'emblée le championnat d'Allemagne en 2004. Ils le remportent une nouvelle fois en 2005. De plus, ils se classent quatrièmes aux championnats d'Europe et sixièmes aux championnats du monde. En octobre 2005, le couple Savchenko/Szolkowy remporte le Nebelhorn Trophy à Oberstdorf et Skate Canada. Ils se qualifient ainsi pour les Jeux olympiques d'hiver de 2006 à Turin. Aljona Savchenko obtient la citoyenneté allemande le 29 décembre 2005.
Aliona et Robin mettent la main sur la médaille d'argent aux championnats d'Europe 2006. Le couple Savchenko/Szolkowy se classe à la sixième place aux Jeux. La compétition est néanmoins perturbée par les soupçons de collaboration avec la Stasi qui frappèrent leur entraineur Ingo Steuer.

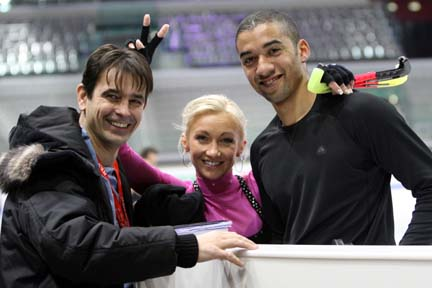
Aljona Savchenko et Robin Szolkowy avec Ingo Steuer à la finale du Grand Prix 2007/2008.

Le 24 janvier 2007, ils devinrent champion d'Europe à Varsovie. Ils remportèrent la compétition avec le total de 199,39 points et une marge de près de 20 points sur les seconds, le couple russe Maria Petrova/Aleksey Tikhonov.

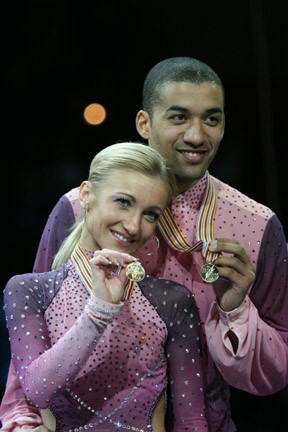
Aljona Savchenko et Robin Szolkowy montrant leurs médailles d'or aux championnats du monde 2008.

Moins de trois mois plus tard, le 21 mars 2007, ils obtenaient le bronze aux championnats du monde avec 187,39 points. C'était la première médaille d'un couple allemand aux championnats du monde depuis 1998, lorsque Peggy Schwarz et Mirko Müller remportèrent le bronze.
Aux championnats d'Allemagne de 2008, le 6 janvier, Aljona Savchenko et Robin Szolkowy franchissaient la barre des 200 points en réalisant le score de 214,67 points. Cela aurait constitué un record du monde mais cette compétition n'entre pas vigueur pour l'ISU.
Le 23 janvier 2008, ils défendaient avec succès leur titre aux championnats d'Europe à Zagreb, remportant la compétition avec plus de 30 points d'avance sur la paire russe Mukhortova/Trankov. Cette victoire fut suivie par leur couronnement aux championnats du monde 2008.
Durant la saison 2008/2009, ils ont remporté leurs compétitions du Grand Prix ISU : Skate America et Trophée de France. Ils ont terminé troisième à la Finale du Grand Prix. Après avoir remporté un sixième titre national, Savchenko/Szolkowy ont mis la main sur un troisième titre de champion d'Europe. En mars 2009, ils ont remporté leur deuxième titre de champions du monde d'affilée, en plus de battre leur record personnel pour un programme court et un score total. Ils sont devenus le deuxième couple allemand, après Marika Kilius et Hans Jürgen Bäumler, à défendre leur titre mondial avec succès.

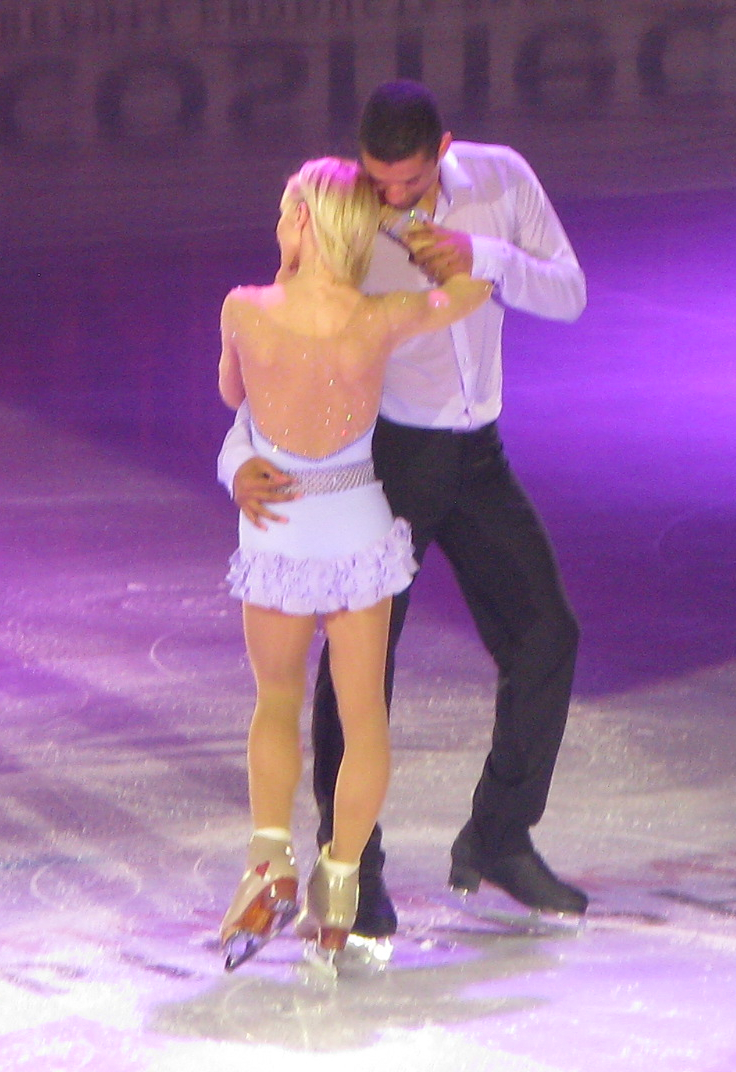
Savchenko et Szolkowy aux championnats du monde de 2012.

Savchenko/Szolkowy ont commencé la saison 2009/2010 avec le Nebelhorn Trophy, qu'ils ont gagné haut la main. Lors du Grand Prix ISU, ils ont participé au Trophée de France et à Skate Canada. Lors du Trophée de France, ils se sont classés premier après le programme court, brisant un record personnel avec 72,98 points. Par contre, un programme libre émaillé d'erreurs les relégua quatrième pour terminer troisième au total, à 18,51 points des champions Maria Mukhortova/Maksim Trankov. Ils ont brisé à nouveau leur record personnel pour un programme court à Skate Canada, avec 74,16 points. Lors du programme libre, ils ont présenté une nouvelle chorégraphie sur la musique du film Out of Africa, qui fut élaboré peu après le Trophée de France. Ils ont obtenu 132,55 points pour le programme libre, 206,71 points au total. Ce score total est un nouveau record mondial pour un score total chez les couples sous le nouveau système de notation de l'ISU. Cette fois, ils ont battu Maria Mukhortova/Maksim Trankov de 21 points. Également, pour la première fois depuis l'existence de ce système de notation, une note de 10,0 points a été attribué. Ils se sont qualifiés pour la Finale du Grand Prix, où ils ont obtenu la médaille de bronze.

## Palmarès
Avec 3 partenaires :
- Johanna Otto (jusqu'en 1997) ;
- Claudia Rauschenbach (1997-2001) ;
- Aljona Savchenko (2003-2014).

| Compétition                   | 1997    |  | 1998    | 1999    | 2000    | 2001    |  | 2002    | 2003    | 2004    | 2005    | 2006    | 2007    | 2008    | 2009    | 2010    | 2011    | 2012    | 2013    | 2014    |  |
| Jeux olympiques d'hiver       |         |  |         |         |         |         |  |         |         |         |         | 6e      |         |         |         | 3e      |         |         |         | 3e      |  |
| Championnats du monde         |         |  |         |         |         |         |  |         |         |         | 6e      | 6e      | 3e      | 1er     | 1er     | 2e      | 1er     | 1er     | 2e      | 1er     |  |
| Championnats d'Europe         |         |  |         |         |         |         |  |         |         |         | 4e      | 2e      | 1er     | 1er     | 1er     | 2e      | 1er     | F       | 2e      | F       |  |
| Championnats d'Allemagne      |         |  |         |         |         | 1er     |  |         |         | 1er     | 1er     | 1er     | 1er     | 1er     | 1er     | F       | 1er     | F       | F       | 1er     |  |
| Championnats du monde juniors | 13e     |  |         |         | 10e     | 11e     |  |         |         |         |         |         |         |         |         |         |         |         |         |         |  |
|                               |         |  |         |         |         |         |  |         |         |         |         |         |         |         |         |         |         |         |         |         |  |
| Grand Prix ISU                | 1998/99 |  | 1997/98 | 1998/99 | 1999/00 | 2000/01 |  | 2001/02 | 2002/03 | 2003/04 | 2004/05 | 2005/06 | 2006/07 | 2007/08 | 2008/09 | 2009/10 | 2010/11 | 2011/12 | 2012/13 | 2013/14 |  |
| Finale du Grand Prix          |         |  |         |         |         |         |  |         |         |         |         | 3e      | 2e      | 1er     | 3e      | 3e      | 1er     | 1er     |         | 1er     |  |
| Skate America                 |         |  |         |         |         |         |  |         |         |         |         |         |         |         | 1er     |         | 1er     | 1er     |         |         |  |
| Skate Canada                  |         |  |         |         |         |         |  |         |         |         |         | 1er     |         | 1er     |         | 1er     |         |         | 1er     |         |  |
| Coupe d'Allemagne             |         |  |         |         |         |         |  |         |         |         |         |         |         |         |         |         |         |         |         |         |  |
| Coupe de Chine                |         |  |         |         |         |         |  |         |         |         |         |         | 3e      |         |         |         |         |         |         | 1er     |  |
| Trophée de France             |         |  |         |         |         |         |  |         |         |         |         |         |         |         | 1er     | 3e      | 1er     |         | F       |         |  |
| Coupe de Russie               |         |  |         |         |         |         |  |         |         |         | 3e      |         | 1er     | 2e      |         |         |         | 1er     |         | 1er     |  |
| Trophée NHK                   |         |  |         |         |         |         |  |         |         |         |         | 2e      |         | 1er     |         |         |         | 3e      |         |         |  |
| Légende : F = Forfait         |         |  |         |         |         |         |  |         |         |         |         |         |         |         |         |         |         |         |         |         |  |